# Andrew Doyle Motors
Andrew Doyle Motors war ein Montagewerk für Kraftfahrzeuge und damit Teil der Automobilindustrie in Irland.

## Unternehmensgeschichte
Das Unternehmen montierte 1936 einige Automobile. Die Teile kamen von Graham. Es ist nicht bekannt, ob das Unternehmen bereits vor 1936 oder noch nach 1936 existierte. Ebenso ist unklar, ob sich die Firmierung auf einen Gründer oder Inhaber namens Andrew Doyle bezieht.

## Fahrzeuge
Das Unternehmen bezog die Teile für die Fahrzeuge aus den USA und montierte sie zu kompletten Automobilen. Insgesamt sind acht Fahrzeuge überliefert.